# Potok (satellite)
Pour les articles homonymes, voir Potok.
Potok est un système constitué de satellites de télécommunications soviétiques puis russes Geizer placés en orbite géostationnaire et chargés de relayer les données collectées par les satellites de reconnaissance circulant sur une orbite basse vers des stations fixes ou mobiles au sol. Ce système développé par Lavotchkine a commencé à être déployé en 1982. Le dixième et dernier satellite a été placé en orbite en 2000. Le système Potok est en cours de remplacement par les satellites Garpoun dont le premier lancement a eu lieu 2011.

## Caractéristiques techniques
Le système Potok en configuration nominale est constitué de quatre satellites Geizer qui occupent les longitudes 80° est et 13,5° ouest à raison d'un satellite opérationnel et un satellite de secours par position. L'Union soviétique avait également réservé la position 168° ouest mais elle ne l'a jamais été utilisée. Le satellite Geizer, qui a une masse de 2 100 kg, utilise la plateforme Kaur-4 stabilisée 3 axes. Celle-ci comporte des panneaux solaires d'une superficie de 40 m2 et utilise 4 moteurs à plasma de type SPT-70 pour maintenir le satellite sur sa position. Le satellite utilise une antenne réseau à commande de phase de forme octogonale qui est pointée avec une précision de 0,1°. Les transpondeurs Slav-2 et Sintez, qui fonctionnant en bande C, sont développés par NPO Elas. Les stations de réception sur Terre, mobiles ou fixes utilisent des antennes paraboliques d'un diamètre compris entre 2,6 et 3 mètres,.

## Historique des lancements
| Date              | Désignation | Lanceur            | Base de lancement | Orbite                           | Référence COSPAR | Statut           |
| ----------------- | ----------- | ------------------ | ----------------- | -------------------------------- | ---------------- | ---------------- |
| 17 mai 1982       | Cosmos 1366 | Proton-K/Bloc-DM   | Baïkonour         | Orbite géostationnaire longitude | 1982-044A        | Lancement réussi |
| 2 mars 1984       | Cosmos 1540 | Proton-K/Bloc-DM   | Baïkonour         | géostationnaire longitude        | 1984-022A        | Lancement réussi |
| 4 avril 1986      | Cosmos 1738 | Proton-K/Bloc-DM   | Baïkonour         | géostationnaire longitude        | 1986-027A        | Lancement réussi |
| 1er octobre 1987  | Cosmos 1888 | Proton-K/Bloc-DM-2 | Baïkonour         | géostationnaire longitude        | 1987-084A        | Lancement réussi |
| 1er aout 1988     | Cosmos 1961 | Proton-K/Bloc-DM-2 | Baïkonour         | géostationnaire longitude        | 1988-066A        | Lancement réussi |
| 18 juillet 1990   | Cosmos 2085 | Proton-K/Bloc-DM-2 | Baïkonour         | géostationnaire longitude        | 1990-061A        | Lancement réussi |
| 22 novembre 1991  | Cosmos 2172 | Proton-K/Bloc-DM-2 | Baïkonour         | géostationnaire longitude        | 1991-079A        | Lancement réussi |
| 21 septembre 1994 | Cosmos 2291 | Proton-K/Bloc-DM-2 | Baïkonour         | géostationnaire longitude        | 1994-060A        | Lancement réussi |
| 30 aout 1995      | Cosmos 2319 | Proton-K/Bloc-DM-2 | Baïkonour         | géostationnaire longitude        | 1995-045A        | Lancement réussi |
| 4 juillet 2000    | Cosmos 2371 | Proton-K/Bloc-DM-2 | Baïkonour         | géostationnaire longitude        | 2000-036A        | Lancement réussi |